# SKA Arena
La SKA Arena est un stade situé à Saint-Pétersbourg, en Russie, il est utilisé principalement pour le hockey sur glace et est le domicile du club de hockey le SKA Saint-Pétersbourg de la KHL. Selon les données préliminaires, la capacité du stade devrait être supérieure à 22 000 personnes. Les travaux de construction de l'aréna ont débuté en 2020 et terminé en novembre 2023. La nouvelle salle est située sur le site du Complexe sportif et scénique pétersbourgeois qui a été démoli. Le coût de construction devrait être d'environ 37 milliards de roubles.
Elle accueillera notamment les matchs de l'équipe de hockey sur glace du SKA Saint-Pétersbourg en Ligue continentale de hockey. La patinoire doit avoir une capacité de 21 500 spectateurs pour les matchs de hockey sur glace et devient le plus grand aréna du monde, dépassant ainsi la capacité du Centre Bell de Montréal. La nouvelle salle accueillera également le Championnat du monde de hockey sur glace en 2023.

## Construction
En 2017, il y a eu des propositions de transfert du Complexe sportif et scénique pétersbourgeois sur un bail à long terme au club de hockey SKA pour le transformer en une patinoire d'une capacité de plus de 20 000 spectateurs. Lors des discussions au conseil d'urbanisme de Saint-Pétersbourg en 2018-2019, deux concepts pour la reconstruction du CSS ont été discutés : une reconstruction majeure avec la préservation de l'aspect extérieur du bâtiment ou la démolition complète du bâtiment avec la construction d'une nouvelle patinoire à sa place.
Finalement, il a été décidé de construire une nouvelle patinoire sur le site du CSS, qui en termes de capacité devrait devenir la plus grande d'Europe voire du monde et devrait accueillir le championnat du monde de hockey en 2023. Dans le même temps, il est indiqué que les dimensions du nouveau complexe seront plus grandes que celles du complexe précédent, sinon il sera impossible d'accueillir une arène d'une capacité de plus de 20 000 personnes répondant aux exigences modernes. Il est également prévu d'aménager le territoire adjacent avec des équipements d'infrastructure sociale et des bâtiments résidentiels.
Le 18 septembre 2019, un appel d'offres a été annoncé pour la première étape de la reconstruction du complexe. Le 24 octobre 2019, les documents pour la liquidation du CSS sont signés, un représentant de la société Gazprom a été nommé président de la commission de liquidation et les premiers travaux d'enquête sur le terrain débutent. Le 30 octobre 2019, l'entreprise SKA-Arena, réalisant ces travaux, a commencé le démontage des tribunes des spectateurs, des structures métalliques articulées et des équipements lumineux et sonores.
Au printemps 2020, la démolition du Complexe sportif et scénique pétersbourgeois est achevée et en juin, le territoire a été débarrassé des déchets de construction. En juillet, SKA-Arena a reçu l'autorisation de commencer les travaux de construction des terrains de sports extérieurs autour de la future salle. Le même mois, les travaux de terrassement ont commencé.
À l'automne 2020, les travaux ont commencé pour couler les fondations et ériger les structures monolithiques de l'aréna. Au printemps 2021, les fondations étaient prêtes et les structures monolithiques sont installées.
En avril 2021, l'Autorité nationale de surveillance de la construction de Saint-Pétersbourg a délivré le permis de construire de la nouvelle patinoire. Le nouveau bâtiment SKA Arena, dont la construction est réalisée en béton armé monolithique, comptera sept étages, divisés en 14 secteurs d'une hauteur maximale de 53,7 m (le CSS pétersbourgeois démoli ne mesurait que 40 m de haut). La superficie totale de la future arène sera de 189 500 mètres carrés et de 1 500 mètres carrés supplémentaires pour deux pavillons reconstruits, où il est prévu de placer diverses sections sportives pour enfants et des espaces de musée et d'exposition.
L'architecte choisit pour la façade du nouveau complexe sportif a été le bureau d'architecture autrichien Coop Himmelb(l)au, qui a proposé de fonder l'image architecturale de l'arène sur la tour de Vladimir Tatline, sur des affiches de Lazar Lissitzky, ainsi que sur la dynamique du sport et la trajectoire du patinage artistique du champion olympique Nikolai Panin.
Le 12 janvier 2022, la première partie de la charpente du toit commence à être installée. La pose de la charpente est terminée le 14 avril.
La nouvelle arène a accueilli ses premiers spectateurs le 26 novembre 2023 lors d’un match entre deux équipes de jeunes de la ville.